# Musique pour supermarché
Pour l’article homonyme, voir Musique de supermarché.
Albums de Jean-Michel Jarre
Les Concerts en Chine
(1982) Zoolook
(1984)
Musique pour supermarché, co-titré en anglais sur la pochette Music for Supermarkets, est un album studio de musique électronique de Jean-Michel Jarre, créé en 1983. Il a été produit en un seul exemplaire  et la matrice servant au pressage du disque vinyle a été détruite devant un huissier de justice. Ce disque unique a ensuite été vendu aux enchères.

## Historique
En 1983, de jeunes artistes organisent une exposition sur le thème des supermarchés regroupant des peintures et des sculptures dans la galerie Jean-Claude Riedel à Paris. Ils souhaitent cependant un accompagnement musical. Jean-Michel Jarre accepte et compose cet album qu'il décrit comme une œuvre unique tel un tableau. Il l'enregistre entre février et mai 1983. Pour coller à l’esprit de l’exposition, son collaborateur Michel Geiss enregistre l'ambiance sonore d'un supermarché parisien.
Pour ce projet, le musicien utilise à nouveau de nombreux instruments : ARP 2600, Electro-Harmonix Electric Mistress, Elka 707, EMS Vocoder 1000, Linn LinnDrum, Oberheim OB-Xa, Sequential Circuits Prophet 5, et surtout le Fairlight CMI-II, synthétiseur échantillonneur utilisé pour la première fois par l'artiste sur Les Chants Magnétiques.
L'unique exemplaire de cet album a été vendu aux enchères le 6 juillet 1983 à l'hôtel Drouot pour la somme de 69 000 francs (10 519 euros),. Lors de la fabrication, un premier exemplaire, mal pressé, a dû être détruit avant d'obtenir un résultat conforme. La matrice servant au pressage a ensuite été détruite devant un huissier de justice afin qu'aucun autre exemplaire ne puisse être produit ultérieurement. Le disque a été diffusé une seule fois à la radio, juste après la vente, sur la station RTL. Jean-Michel Jarre a alors proposé : « Piratez-moi ! ». À la suite de cette unique radiodiffusion, un enregistrement pirate est effectivement apparu. La qualité en est néanmoins médiocre, l'enregistrement ayant pour source un flux de radio AM.
Le matériel enregistré a toutefois partiellement été réutilisé ultérieurement par l'artiste, de sorte que plusieurs morceaux de cet unique album ont pu être rendus disponibles pour le public :
- Musique pour supermarché partie 6 : réutilisé dans Diva  (part II) de l'album Zoolook (1984) ;
- Musique pour supermarché partie 4 : réutilisé dans Blah-Blah Cafe de l'album Zoolook (1984) ;
- Musique pour supermarché partie 2 : réutilisé dans Cinquième Rendez-Vous (part III) de l'album Rendez-vous (1986) ;
- Musique pour supermarché partie 1 :  publié sous le nom de Music for Supermarkets (Demo excerpt) sur l'album-compilation Planet Jarre (50 Years of Music) (2018) ;

## Liste des pistes
| 1. | Musique pour supermarché, ouverture | 4:09 |
| 2. | Musique pour supermarché partie 1   | 2:18 |
| 3. | Musique pour supermarché partie 2   | 3:29 |
| 4. | Musique pour supermarché partie 3   | 2:17 |
| 5. | Musique pour supermarché partie 4   | 3:52 |

| 1. | Musique pour supermarché partie 5 | 5:54 |
| 2. | Musique pour supermarché partie 6 | 3:59 |
| 3. | Musique pour supermarché partie 7 | 3:51 |